# Distrito electoral federal 2 de Sonora
El II Distrito Electoral Federal de Sonora es uno de los 300 Distritos Electorales Federales en los que se encuentra dividido el territorio de México y uno de los 7 en los que se divide el estado de Sonora. Su cabecera es la ciudad de Nogales, localidad principal del municipio de Nogales.
Ocupa el noreste del estado, desde el proceso de redistritación de 2005 está formado por los municipios de Agua Prieta, Arizpe, Bacoachi, Cananea, Cucurpe, Fronteras, Ímuris, Magdalena, Naco, Nogales y Santa Cruz.
Esta distritación ha sido utilizada para la elección de Diputados de las LX Legislatura, LXI Legislatura y LXII Legislatura.

## Distritaciones anteriores

### Distritación 1996 - 2005
De 1996 a 2005, este distrito lo integraban los municipios de Aconchi, Agua Prieta, Arizpe, Bacadehuachi, Bacerac, Bacoachi, Banamichi, Baviacora, Bavispe, Cananea, Cucurpe, Cumpas, Divisaderos, Fronteras, Granados, Huachinera, Huasabas, Huépac, Ímuris, Magdalena, Moctezuma, Naco, Nácori Chico, Nacozari de García, Nogales, San Felipe de Jesús, Santa Cruz, Tepache, Ures y Villa Hidalgo. Su cabecera era la ciudad de Magdalena de Kino, localidad principal del municipio de Magdalena.
Esta distritación fue utilizada para la elección de Diputados de las LVII Legislatura, LVIII Legislatura y LIX Legislatura. 

### Distritación 1978 - 1996
De 1978 a 1996, este distrito lo integraba únicamente una parte del municipio de Hermosillo. Su cabecera era la misma ciudad de Hermosillo.
Esta distritación fue utilizada para la elección de Diputados de las LI Legislatura, LII Legislatura, LIII Legislatura, LIV Legislatura, LV Legislatura y LVI Legislatura.
Los municipios que actualmente conforman el II Distrito Electoral Federal de Sonora, durante este periodo formaban parte del I Distrito Electoral Federal de Sonora.

## Diputados por el distrito
- III Legislatura
  - (1863 - 1865): J M Astiazarán
- IV Legislatura
  - (1867 - 1869): Manual P Escalante
- VIII Legislatura (1875 - 1878):
  - Francisco de P Barroso
- XI Legislatura (1882 - 1884):
  - Ángel Ortiz Monasterio
- XII Legislatura (1884 - 1886):
  - Ángel Ortiz Monasterio
- XIII Legislatura (1886 - 1888):
  - Rafael Izábal Salido
- XIV Legislatura (1888 - 1890):
  - Rafael Izábal Salido
- XV Legislatura (1890 - 1892):
  - Rafael Izábal Salido
- XVI Legislatura (1892 - 1894):
  - Manuel Thomas Terán
- XVII Legislatura (1894 - 1896):
  - Manuel Thomas Terán
- XVIII Legislatura (1896 - 1898):
  - Manuel Thomas Terán
- XIX Legislatura (1898 - 1900):
  - Manuel Thomas Terán
- XX Legislatura (1900 - 1902):
  - Esteban Mercenario
- XXI Legislatura (1902 - 1904):
  - Antonio de la Maza
- XXII Legislatura (1904 - 1906):
  - Pomposo Bonilla
- XXIV Legislatura (1908 - 1910):
  - Sergio Bonilla
- XXV Legislatura (1910 - 1912):
  - Sergio Bonilla
- XXVI Legislatura (1912 - 1913):
  - Carlos E Randall
- XXVII Legislatura (1917):
  - Carlos Plank
- XXVIII Legislatura (1918 - 1919):
  - Gustavo Padrés
- XXIX Legislatura (1920 - 1921):
  - Juan de Dios Bojórquez
- XXX Legislatura (1922 - 1924):
  - Julián González
- XXXI Legislatura (1924 - 1926):
  - Agustín Rodríguez
- XXXII Legislatura (1926 - 1928):
  - Jesús Lizárraga
- XXXIII Legislatura (1928 - 1930):
  - Alfredo Iruretagoyena
- XXXIV Legislatura (1930 - 1932):
  - Emiliano Corella
- XXXV Legislatura (1932 - 1934):
  - Andrés Peralta
- XXXVII Legislatura (1934 - 1940):
  - Francisco Martínez
- XXXVIII Legislatura (1940 - 1943):
  - Ramón Durón
- XXXIX Legislatura (1943 - 1946):
  - Herminio Ahumada
- XL Legislatura (1946 - 1949):
  - Jesús María Suárez
- XLI Legislatura (1949 - 1952):
  - Ignacio Pesqueira (PP)
- XLII Legislatura (1952 - 1955):
  - Jesús María Suárez Arvizu
- XLIII Legislatura (1955 - 1958):
  - Emiliano Corella Molina
- XLIV Legislatura (1958 - 1961):
  - Benito Bernal Domínguez
- XLV Legislatura (1961 - 1964):
  - Alicia Arellano Tapia
- XLVI Legislatura (1964 - 1967):
  - Faustino Serna Félix
- XLVII Legislatura (1967 - 1970):
  - Guillermo Núñez Keith
- XLVIII Legislatura (1970 - 1973):
  - Enrique Fox Romero
- XLIX Legislatura (1973 - 1976):
  - Alejandro Sobarzo Loaiza
- L Legislatura (1976 - 1979):
  - César Augusto Tapia Quijada
- LI Legislatura (1979 - 1982):
  - Alejandro Sobarzo Loaiza
- LII Legislatura (1982 - 1985): 
  - Alfonso Molina Ruibal
- LIII Legislatura (1985 - 1988):
  - Cristóbal Benjamín Figueroa Nicola
- LIV Legislatura (1988 - 1991): 
  - Francisco Javier Pavlovich Robles
- LV Legislatura (1991 - 1994): 
  - Ovidio Pereyra García
- LVI Legislatura (1994 - 1997):
  - Luz de Jesús Salazar Pérez
- LVII Legislatura (1997 - 2000):
  - Héctor Mayer Soto
- LVIII Legislatura (2000 - 2003):
  - Guillermo Padrés Elías
- LIX Legislatura (2003 - 2006):
  - Fermín Trujillo Fuentes
- LX Legislatura (2006 - 2009):
  - Carlos Alberto Navarro Sugich
- LXI Legislatura (2009 - 2012):
  - Miguel Ernesto Pompa Corella
- LXII Legislatura (2012 - 2015):
  - David Cuauhtémoc Galindo Delgado
- LXIII Legislatura (2015 - 2018):
  - Leticia Amparano Gamez
- LXIV Legislatura (Sept.2018 - Dic.2018)
  - Ana Gabriela Guevara 
  - Ana Bernal Camarena
- LXIV Legislatura (2018 - 2021)
  - Ana Bernal Camarena
- LXV Legislatura (2021 - 2024)

- - Jesus Antonio Pujol Aristorza
- LXVI Legislatura (2024 - 2027)

## Resultados electorales

### 2015
|  | 41.56 % |

|  | 35.48 % |

|  | 2.33 % |

|  | 1.99 % |

|  | 6.54 % |

|  | 3.77 % |

|  | 2.79 % |

|  | 00.50 % |

|  | 1.21 % |

|  | 0.06 % |

|  | 3.77 % |

|  | 100.00 % |

### 2012
|  | 41.07 % |

|  | 36.70 % |

|  | 10.11 % |

|  | 02.46 % |

|  | 02.11 % |

|  | 00.06 % |

|  | 07.49 % |

|  | 100.0 % |

|  | 56.43 % |

### 2009
|  | 42.68 % |

|  | 42.56 % |

|  | 03.21 % |

|  | 02.74 % |

|  | 02.46 % |

|  | 02.31 % |

|  | 00.22 % |

|  | 00.03 % |

|  | 03.79 % |

|  | 100.0 % |

|  | 42.56 % |

### 2006
|  | 49.80 % |

|  | 30.54 % |

|  | 11.35 % |

|  | 05.36 % |

|  | 00.73 % |

|  | 00.09 % |

|  | 02.13 % |

|  | 100.0 % |

|  | 50.38 % |

### 2003
|  | 46.25 % |

|  | 39.34 % |

|  | 05.39 % |

|  | 04.36 % |

|  | 01.13 % |

|  | 00.36 % |

|  | 00.31 % |

|  | 00.23 % |

|  | 00.08 % |

|  | 00.06 % |

|  | 00.02 % |

|  | 02.47 % |

|  | 100.0 % |

|  | 56.95 % |

### 2000
|  | 50.35 % |

|  | 42.33 % |

|  | 4.93 % |

|  | 0.20 % |

|  | 0.19 % |

|  | 0.26 % |

|  | 0.02 % |

|  | 1.73 % |

|  | 100.00 % |